# АФГ Арена
АФГ Арена е футболен стадион в Санкт Гален, Швейцария, построен през 2008 година.
На стадионът се играят домакинските срещи на ФК Санкт Гален.
Капацитетът на стадионът е 19 694, кръстен е на спонсора си – Арбония-Форстер-Груп – АФГ
Завършването на стадионът, съвпада с изпадането на Санкт Гален в Чалиндж лигата, второто по сила първенство в Швейцария.
Първият мач на АФГ Арена (на 30 май 2008) е между Швейцария и Лихтеншайн, в който Швейцария побеждава с 3 – 0 пред 18 000 зрители.